# Cotherstone
Cotherstone – wieś w Anglii, w hrabstwie Durham. Leży 35 km na południowy zachód od miasta Durham i 363 km na północ od Londynu.